# Мауд фон Русен
Мауд фон Русен (швед. Maud von Rosen, 24 грудня 1925) — шведська вершниця.
Бронзова призерка Олімпійських Ігор 1972 року в командній виїздці.
Бронзова призерка Чемпіонату Європи з виїздки 1971 року в командній виїздці.